# Almofala (Castro Daire)
Almofala ist eine Gemeinde (Freguesia) im portugiesischen Kreis Castro Daire. In ihr leben 222 Einwohner (Stand 19. April 2021).